# Cristina Rodríguez Cabral
Cristina Rodríguez Cabral (Montevideo, 1959) es una poeta, profesora y activista uruguaya. Es autora de libros de poesía, prosa y ensayo.

## Biografía
Tiene una licenciatura en Sociología y otra en Enfermería, profesión que ejerció por algunos años en Uruguay. Continuó su formación académica en la Universidad de Misuri, California, donde obtuvo un título de doctorado en Filosofía. Actualmente reside en Estados Unidos, donde trabaja como investigadora y profesora universitaria.
Escribe literatura desde los 11 años. Sus primeras publicaciones las hizo a través del semanario cultural de la organización Mundo Afro, en la cual militaba por los derechos de los afrodescendientes en Uruguay. En 1986, su obra en prosa "Bahía, mágica Bahía" obtiene el Premio Casa de las Américas. En la actualidad, Rodríguez Cabral es una referente internacional de la literatura afrouruguaya, y es una de las pocas autoras afrodescendientes vivas a las que se le han dedicado estudios académicos.
En su obra en general se encuentran manifestaciones de resistencia a la marginación y la opresión, tanto racial como de género. Hay en sus obras "una necesidad por recordar y reafirmar los valores heredados tanto de su familia como de África". Sus trabajos iniciales están enfocadas en sus sentimientos y experiencias íntimas desde la perspectiva de una mujer negra hispanoamericana. En sus trabajos posteriores a 1995 introduce temas vinculados a la militancia social, el racismo y la identidad cultural.

## Obra
- 1986, Bahía, mágica Bahía (Premio Casa de las Américas).
- 1987, Pájaros sueltos.
- 1988, Entre giros y mutaciones.
- 1989, Desde el sol.
- 1989, La del espejo y yo.
- 1989, De par en par.
- 1992, Quinientos años después y hoy más que nunca.
- 1993, Desde mi trinchera.
- 1996, Pedirán más.
- 1998, Memoria y resistencia.
- 1999, Noches sin luna, días con sol.
- 2004, Memoria y resistencia (antología).